# Agromyza ambrosivora
Agromyza ambrosivora är en tvåvingeart som beskrevs av Spencer 1969. Agromyza ambrosivora ingår i släktet Agromyza och familjen minerarflugor. Inga underarter finns listade i Catalogue of Life.